# Gobierno Cospedal
El Gobierno Cospedal fue el ejecutivo regional de la comunidad autónoma española de Castilla-La Mancha. Constituido en junio de 2011 y disuelto en julio de 2015, estuvo presidido por María Dolores de Cospedal.

## Historia
Investida el 21 de junio de 2011 por las Cortes de Castilla-La Mancha, María Dolores de Cospedal tomó posesión como presidenta de la Junta de Comunidades de Castilla-La Mancha el 22 de junio en el toledano Claustro Universitario de San Pedro Mártir. Los miembros que escogió como consejeros de su gobierno tomaron posesión de sus cargos el 27 de junio.
En enero de 2012 Leandro Esteban, consejero de Empleo y portavoz del Gobierno, fue nombrado consejero de Presidencia y Administraciones Públicas, pasando adicionalmente a ejercer en funciones de consejero de Empleo y portavoz del Gobierno.
El 25 de enero tomaron posesión Carmen Casero y Arturo Romaní como titulares, respectivamente, de las consejerías de Empleo y Economía y de Hacienda.

## Composición
| ← Gobierno de Maria Dolores de Cospedal → 21 de diciembre de 2011-4 de noviembre de 2016 |                              |                     |                     |                     |                     |  |
| Partido político                                                                         |                              | Partido Popular     | Partido Popular     | Partido Popular     | Partido Popular     |  |
| Partido político                                                                         | Independiente                |                     |                     |                     |                     |  |
| Cargo                                                                                    | Titular                      | Titular             | Titular             | Titular             |                     |  |
| Presidenta de la Junta de Comunidades de Castilla-La Mancha                              | María Dolores de Cospedal    |                     |                     | 22 de junio de 2011 | 4 de julio de 2015  |  |
| Consejero de Presidencia y Administraciones Públicas                                     | Jesús Labrador Encinas       |                     |                     | 27 de junio de 2011 | 14 de enero de 2012 |  |
| Consejero de Economía y Hacienda                                                         | Diego Valle Aguilar          |                     |                     | 27 de junio de 2011 | 25 de enero de 2012 |  |
| Consejero de Sanidad y Asuntos Sociales                                                  | José Ignacio Echaniz Salgado |                     |                     | 27 de junio de 2011 | 9 de julio de 2015  |  |
| Consejero de Educación, Cultura y Deportes                                               | Marcial Marín Hellín         |                     |                     | 27 de junio de 2011 | 9 de julio de 2015  |  |
| Consejera de Fomento                                                                     | Marta García de la Calzada   |                     |                     | 27 de junio de 2011 | 9 de julio de 2015  |  |
| Consejera de Agricultura                                                                 | María Luisa Soriano Martín   |                     |                     | 27 de junio de 2011 | 9 de julio de 2015  |  |
| Consejero de Empleo y portavoz del Gobierno                                              | Leandro Esteban              |                     |                     | 27 de junio de 2011 | 14 de enero de 2012 |  |
| Consejero de Presidencia y Administraciones Públicas                                     | Leandro Esteban              | 14 de enero de 2012 | 9 de julio de 2015  |                     |                     |  |
| Consejero en funciones de Empleo y portavoz del Gobierno                                 | Leandro Esteban              | 14 de enero de 2012 | 25 de enero de 2012 |                     |                     |  |
| Consejero de Hacienda                                                                    | Arturo Romaní Sancho         |                     |                     | 25 de enero de 2012 | 9 de julio de 2015  |  |
| Consejera de Empleo y Economía                                                           | Carmen Casero González       |                     |                     | 25 de enero de 2012 | 5 de julio de 2015  |  |